# Michael Emerson

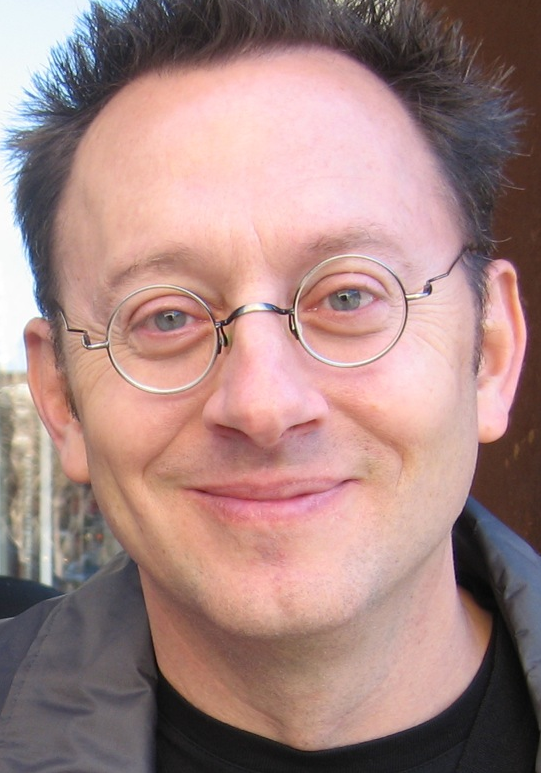
Michael Emerson (2007)

Michael Emerson (* 7. September 1954 in Cedar Rapids, Iowa) ist ein US-amerikanischer Schauspieler.

## Leben
Nach Abschluss seines Studiums an der Drake University in Iowa ging Emerson 1976 nach New York, um dort als Schauspieler Fuß zu fassen. Da es ihm zunächst jedoch nicht gelang, ein Engagement zu bekommen, arbeitete er in verschiedenen Jobs, unter anderem als freier Illustrator, bis er Mitte der 1980er Jahre nach Florida zog. Bis 1993 war er in Jacksonville als Schauspiellehrer, Regisseur und Darsteller an einigen Theaterproduktionen beteiligt.
Seinen Durchbruch als Darsteller hatte Emerson im Jahr 1997, als er in einem von der Kritik gelobten Off-Broadway-Stück die Rolle des Oscar Wilde' spielte.
Emerson, der neben seinen Theaterengagements häufiger in Fernsehserien mitspielte, erhielt im Jahr 2001 einen Emmy als Bester Gaststar in einer Dramaserie für seine Rolle in Practice – Die Anwälte. Außerdem hatte er Gastauftritte in Akte X und Law & Order: Special Victims Unit.
2006–2010 spielte Emerson die Rolle des Benjamin Linus in der Fernsehserie Lost. Zunächst sollte er nur in drei Episoden mitwirken. Die Produzenten waren von seinen schauspielerischen Leistungen jedoch so beeindruckt, dass sie ihn für weitere fünf Folgen unter Vertrag nahmen und die von ihm dargestellte Figur schließlich zu einem der Hauptcharaktere der Fernsehserie umgestalteten. Von 2011 bis 2016 war Emerson in der Hauptrolle des mysteriösen Milliardärs Mr. Finch in der Krimiserie Person of Interest zu sehen.
Seit 1998 ist Michael Emerson in zweiter Ehe mit der Schauspielerin Carrie Preston verheiratet, mit der er unter anderem in den Filmen Straight-Jacket, Grace & Gloria und The Journey gemeinsam zu sehen war. Preston übernahm auch eine Gastrolle in der Fernsehserie Lost, in der sie die Mutter von Benjamin Linus spielt, sowie in der Serie Person of Interest, in der sie die Verlobte von Mr. Finch spielt. Emerson wiederum hat eine wiederkehrende Rolle in Prestons Serie Elsbeth.

## Filmografie
- 1990: Orpheus steigt herab (Orpheus Descending)
- 1997: The Journey
- 1998: The Impostors – Zwei Hochstapler in Not (The Impostors)
- 1998: Grace & Glorie (Fernsehfilm)
- 1998: Leben und lieben in L.A. (Playing by Heart)
- 1999: I’ll Take You There
- 1999: Aus Liebe zum Spiel (For Love of the Game)
- 2000: Männer ohne Nerven (Stark Raving Mad, Fernsehserie, Episode 1x21)
- 2000: The District – Einsatz in Washington (The District, Fernsehserie, Episode 1x01)
- 2000–2001: Practice – Die Anwälte (The Practice, Fernsehserie, 6 Episoden)
- 2001: The Education of Max Bickford (Fernsehserie, Episode 1x02)
- 2001: Sounds from a Town I Love (Kurzfilm)
- 2002: The Laramie Project (Fernsehfilm)
- 2002: Criminal Intent – Verbrechen im Visier (Law & Order: Criminal Intent, Fernsehserie, Episode 1x16 Das Phantom)
- 2002: Untreu (Unfaithful)
- 2002: Akte X – Die unheimlichen Fälle des FBI (The X-Files, Fernsehserie, Episode 9x18 Die perfekte Familie)
- 2003: Without a Trace – Spurlos verschwunden (Without a Trace, Fernsehserie, Episode 1x19 Ein Sieg für die Menschheit)
- 2003: Skin (Miniserie, Episode 1x02)
- 2003: Whoopi (Fernsehserie, Episode 1x11)
- 2004: Saw
- 2004: Law & Order: Special Victims Unit (Fernsehserie, Episode 5x14 Ritualmord)
- 2004: Straight-Jacket
- 2005: 29th and Gay
- 2005: The Inside (Fernsehserie, Episode 1x03)
- 2005: Die Legende des Zorro (The Legend of Zorro)
- 2006: Jumping Off Bridges
- 2006–2010: Lost (Fernsehserie, 58 Episoden)
- 2007: Lost: Missing Pieces (Miniserie, 2 Episoden)
- 2008: Lost: Past, Present & Future (Fernsehfilm)
- 2008: Ready? OK!
- 2009: Lost: A Journey in Time (Fernsehfilm, Stimme)
- 2010: Lost: Final Chapter (Fernsehfilm)
- 2010: Goldstar, Ohio (Kurzfilm)
- 2010: Late Show with David Letterman (Fernsehserie, Episode 17x141)
- 2010: Lost: Epilogue – The New Man in Charge (The New Man in Charge, Kurzfilm)
- 2010: God in America (Fernsehserie, Episode 1x01)
- 2011: Parenthood (Fernsehserie, Episode 2x16 Das große Krabbeln)
- 2011: G.I. Joe: Renegades (Fernsehserie, Episode 1x19, Stimme)
- 2011: Generator Rex (Fernsehserie, Episode 3x03, Stimme)
- 2011–2016: Person of Interest (Fernsehserie, 103 Episoden)
- 2012: Batman: The Dark Knight Returns – Teil 1 (Batman: The Dark Knight Returns, Stimme)
- 2013: Batman: The Dark Knight Returns – Teil 2 (Batman: The Dark Knight Returns, Part 2, Stimme)
- 2015: The Mystery of Matter: Search for the Elements (Miniserie, 3 Episoden)
- 2017: Claws (Fernsehserie, Episode 1x09)
- 2017–2018: Arrow (Fernsehserie, 7 Episoden)
- 2018: Mozart in the Jungle (Fernsehserie, 2 Episoden)
- 2019: Der Name der Rose (Il nome della rosa, Fernsehserie, 8 Episoden)
- 2019–2024: Evil (Fernsehserie, 44 Episoden)
- 2024: Fallout (Fernsehserie, Episode 1x02)
- 2024–2025: Elsbeth (Fernsehserie, 5 Episoden)

## Theater
- 1990: The Importance of Being Earnest, Arkansas Repertory Theatre
- 1993: Players-By-The-Sea Theatre, Jacksonville Beach, Florida
- 1995: Amadeus, Arkansas Repertory Theatre
- 1997–1998: The Trials of Oscar Wilde (als Oscar Wilde), Minetta Lane Theatre, off-Broadway
- 1998: The Misanthrope, Classic Stage Company
- 1999: The Iceman Cometh (als Willie Oban), Brooks Atkinson Theatre
- 1999–2000: Give Me Your Answer, Do! (als David Knight), Gramercy Theatre, off-Broadway
- 2000: Hedda Gabler (als George Tesman), Williamstown Theatre Festival, Main Stage
- 2001–2002: Hedda Gabler (als George Tesman), Ambassador Theatre, Broadway
- 2002: Only the End of the World (als Louis), Theatre 3, off-Broadway
- 2002: Frequency Hopping (als George Antheil), Hourglass Group
- 2003: Tartuffe (als Cleante), American Airlines Theatre, Broadway
- 2003: Measure for Measure (als Duke Vincentio), California Shakespeare Theater, Orinda, California
- 2004: Someone Who’ll Watch Over Me, The Ridgefield Playhouse for Movies and the Performing Arts
- 2005: Hamlet (als Geist, Claudius und Osric), McCarter Theatre Center, Princeton, New Jersey
- 2005: Bach at Leipzig (als Schott), New York Theatre Workshop
- 11. Februar 2008: Likeness, Primary Stages Studio

## Videospiel
- 2020: Crucible (Brother Synchronisation)
- 2008: Lost – Via Domus (Ben Linus Synchronisation)

## Awards/Nominierungen
- 2001 Emmy (Outstanding Guest Actor in a Drama Series) für seine Rolle als William Hinks in The Practice
- 2007 E!Online Tater Award (Best Baddie)
- 2009 Emmy (Outstanding Supporting Actor in a Drama Series) für seine Rolle als Ben Linus in Lost.

- 2006 nominiert für den Satellite Award (Best Actor in a Supporting Role in a Series, Mini-Series or Motion Picture Made for Television) für seine Rolle als Ben Linus in Lost
- 2007 nominiert für den Emmy Award (Outstanding Supporting Actor in a Drama Series) für seine Rolle als Ben Linus in Lost
- 2007 nominiert für den Teen Choice Award (Villain) für seine Rolle als Ben Linus in Lost
- 2008 nominiert für den Emmy Award (Outstanding Supporting Actor in a Drama Series) für seine Rolle als Ben Linus in Lost.
- 2010 nominiert für den Emmy Award (Outstanding Supporting Actor in a Drama Series) für seine Rolle als Ben Linus in Lost.